# 이자통
이자통(중국어: 李子通, 병음: Lǐ Zǐtōng 리쯔퉁[*], ?~622년)은 중국 수나라 말기와 당나라 건국기의 군웅이다. 수 말기에 각지에서 일어난 농민 봉기의 지도자 중 한 사람으로 619년에 강도(江都, 현재의 장쑤성 양저우시)를 점령하고 국호를 오(吳), 연호를 명정(明政)으로 정하고 세워 황제를 칭했다. 이후 심법흥을 토벌하였으나 두복위에게 패하여 도주 중에 잡혀서 처형되었다.